# Tichilești (Brăila)
Pour les articles homonymes, voir Tichilești.
Tichilești est une commune du județ de Brăila en Roumanie.